# Escola Estadual Barão do Rio Branco
Escola Estadual Barão do Rio Branco é uma escola localizada no bairro Funcionários, na cidade de Belo Horizonte, capital do estado de Minas Gerais, fundada no ano de 1914.

## História
Localizada na Avenida Getúlio Vargas no bairro dos Funcionários, em Belo Horizonte, capital do estado de Minas Gerais, a Escola Estadual Barão do Rio Branco é uma das mais tradicionais instituições de ensino da cidade.
As obras para construção do colégio foram iniciadas no ano de 1911 e concluídas no ano de 1913, possuindo estilo arquitetônico eclético, as obras foram executadas pelo arquiteto espanhol Jayme Salse e o engenheiro fiscal Mario Alves Ferreira. A escola foi inaugurada em 15 de junho de 1914, se consolidando como uma das principais escolas de Belo Horizonte.
Na gestão do governo estadual de Magalhães Pinto (UDN), em 1962, a escola passou por um processo de ampliação em seu espaço construído, ocupando a partir da reforma uma área de 4,6 mil metros quadrados.
Atualmente, a escola recebe mais de mil alunos diariamente, em três turnos, manhã, tarde e noite. É equipada com sala de professores, cantina, diretoria, sala de xerox, biblioteca, além de possuir dois laboratórios de informática e de ciências. A instituição ainda conta com horta, jardim, quadra e mais de vinte banheiros.

## Tombamento
No ano de 1988, o prédio passou pelo processo de tombamento histórico dada sua importância para constituição da história educacional mineira, durante governo de Newton Cardoso (PMDB). O tombamento foi organizado pelo Instituto Estadual do Patrimônio Histórico e Artístico de Minas Gerais (IEPHA/MG), órgão responsável pela manutenção do patrimônio histórico do estado.

### Restauração
Em janeiro de 2013, durante governo de Antonio Anastasia (PSDB), foram iniciadas as obras de restauração da escola. A obra constatou dois atrasos em sua entrega, o primeiro prazo estipulava que a obra seria contemplada em 2015, porém, não foi entregue no primeiro prazo. Com o atraso deflagrado, criou-se uma nova data de inauguração para o ano de 2017, que também não foi cumprida. No ano seguinte, em 2018, a escola foi reinaugurada e devolvida para a comunidade escolar.  Entre os destaques do restauro, cabe ressaltar o uso de tinta antipichação além da fachada que recebeu novos tons, como um amarelo, caramelo e branco.
Apesar do restauro recente, no ano de 2019, foram registrada depredações ao prédio escolar, onde vândalos depredaram todas as doze lâmpadas ambientes localizadas na área externa da escola. A direção acionou o então prefeito Alexandre Kalil (PSD), que disse que a Guarda Civil Municipal de Belo Horizonte seria acionada e passaria a monitorar o prédio escolar.

## Alunos notáveis
- Frei Betto, frade e escritor.[18]
- Zuzu Angel, estilista.[19]
- Américo Renné Giannetti, político, prefeito de Belo Horizonte (1951-1954).[19]
- Celso Mello de Azevedo, político, prefeito de Belo Horizonte (1955-1959).[19]
- Israel Pinheiro, político, governador de Minas Gerais (1966-1971).[18]
- Octacílio Negrão de Lima, político, prefeito de Belo Horizonte (1935-1938;1947-1951).[18]
- Paulo Mendes Campos, escritor.[10]